# Quintana de Mussarra
La Quintana de Mussarra és la quintana de la masia de Mussarra, en el terme municipal de Monistrol de Calders, al Moianès.
Està situada als costats nord i est de la masia de Mussarra, a llevant del Camp de l'Estoviada. A la Quintana de Mussarra es troba la Font de Mussarra. A més, s'hi forma la capçalera del torrent de Mussarra.